# سیارک ۶۶۵۸
سیارک ۶۶۵۸ (به انگلیسی: 6658 Akiraabe، نامگذاری:1992WT2) شش هزار و ششصد و پنجاه و هشتمین سیارک کشف شده‌است که در ۱۸ نوامبر ۱۹۹۲ کشف شد.
قدر مطلق سیارک برابر ۱۳٫۲۰ است.